# Ben Davis (Apfel)
‘Ben Davis’ ist ein Apfelsorte, die im 19. und frühen 20. Jahrhundert in den USA weit verbreitet war.

## Sortenbeschreibung
‘Ben Davis’ ist ein gestreifter Winterapfel mit offenem oder halboffenem Kelch, der mittelgroß wird. Der Baum ist mittelstark wachsend, kugelkronig und außerordentlich fruchtbar.

## Sonstiges
Nach der Klassifikation von Lucas ist ‘Ben Davis’ eine ‘Rote Reinette’ IX 3a (b).
Zu seinen Abkömmlingen zählt der ‘Cortland’.